# Соколихин
Соколихин — хутор в Лабинском районе Краснодарского края.
Входит в состав Лучевого сельского поселения.

## Население
| 2002 | 2010 |
| ---- | ---- |
| 259  | ↘238 |

## Улицы
| - ул. Молодёжная, - ул. Пролетарская, | - ул. Чапаева, - ул. Школьная. |

## Известные уроженцы
- Шевцов, Георгий Семёнович (1925—2021) — советский и российский учёный-математик, автор учебников по линейной алгебре.